# Christine Truman
Christine Truman Janes, MBE (16 de janeiro de 1941) é uma ex-tenista britânica nascida na Inglaterra. Ela ganhou o torneio de simples do Aberto da França de 1959 e o de duplas tendo Maria Esther Bueno como parceira no Aberto da Austrália de 1960.